# Armuña de Almanzora
Armuña de Almanzora és una localitat de la província d'Almeria, Andalusia. L'any 2006 tenia 321 habitants. La seva extensió superficial és de 8 km² i té una densitat de 40,1 hab/km². Les seves coordenades geogràfiques són 37° 21′ N, 2° 24′ O. Està situada a una altitud de 624 metres i a 116 kilòmetres de la capital de la província, Almeria.

## Demografia
| 1996 | 1998 | 1999 | 2000 | 2001 | 2002 | 2003 | 2004 | 2005 | 2006 |
| ---- | ---- | ---- | ---- | ---- | ---- | ---- | ---- | ---- | ---- |
| 339  | 330  | 324  | 322  | 327  | 327  | 303  | 310  | 322  | 321  |